# Sierra de Juárez
La sierra de Juárez, également connue sous le nom de sierra Juarez, est une chaîne de montagnes située dans la municipalité de Tecate et dans le nord de la municipalité d'Ensenada, dans le Nord de l'État de Bass-Californie au Nord-Ouest du Mexique.
Il s'agit d'une chaîne de montagnes majeure du long système de chaînes péninsulaires, qui s'étend du Sud de la Californie à la péninsule de Basse-Californie jusqu'à l'État de Basse-Californie du Sud,.

## Géographie

### Situation, topographie
La sierra de Juárez commence juste au sud de la frontière internationale avec la Californie et s'étend sur environ 140 km vers le sud. Le plus haut sommet de la chaîne s'élève à environ 1 980 m. Les monts Laguna (États-Unis) se trouvent au nord et la sierra de San Pedro Mártir (Mexique) au sud. La sierra fait partie des chaînes péninsulaires de Baja California.
La sierra de Juárez occupe une superficie totale de 4 568 km2, environ 140 km de long et environ 33 km de large en moyenne. À l'est, la sierra de Juárez s'élève brusquement de la vallée désertique contenant la faille de Laguna Salada, une extension sud de la faille de San Andreas. Le versant ouest de la sierra est plus doux. 
La sierra est l'emplacement de la pointe sud du partage des eaux du Grand Bassin à un tripoint hydrographique des bassins versants de Grand Bassin (nord), de l'océan Pacifique (ouest), et du golfe de Californie (est).
Une partie de la sierra de Juárez est protégée dans le parc national Constitución de 1857, à environ 72 km à l'est d'Ensenada. La lagune Hanson, étape importante pour les oiseaux migrateurs et l'habitat endémique des forêts de pins et de chênes se trouvent dans le parc. 

### Écologie
Les altitudes les plus basses des pentes occidentales de la sierra de Juárez se trouvent dans la sous-écorégion des sauges et chaparral côtiers de Californie des chaparral et forêts claires de Californie. 
Les altitudes inférieures des pentes orientales se trouvent dans l'écorégion du désert de Sonora, avec sa flore désertique unique. Le palmier à jupon de Californie (Washingtonia filifera) se trouve près de la limite naturelle méridionale de son aire de répartition dans la sierra de Juárez.
Les altitudes les plus élevées de la sierra de Juárez, avec celles de la sierra de San Pedro Mártir, se trouvent dans l'écorégion de la forêts de pins et de chênes. Les espèces de pins comprennent le pin de Jeffrey (Pinus jeffreyi), le pin de Parry Piñon (Pinus monophylla), le pin tordu (Pinus contorta), le pin à sucre (Pinus lambertini). D'autres espèces à feuilles persistantes comprennent le sapin blanc (Abies concolor) et le cèdre à encens (Calocedrus decurrens). L'armoise (Artemisia tridentata) est un arbuste commun du sous-étage. Les forêts de conifères des deux chaînes de montagnes comprennent une île céleste - une forêt tempérée élevée entourée de terres plus basses et plus arides.  

### Climat

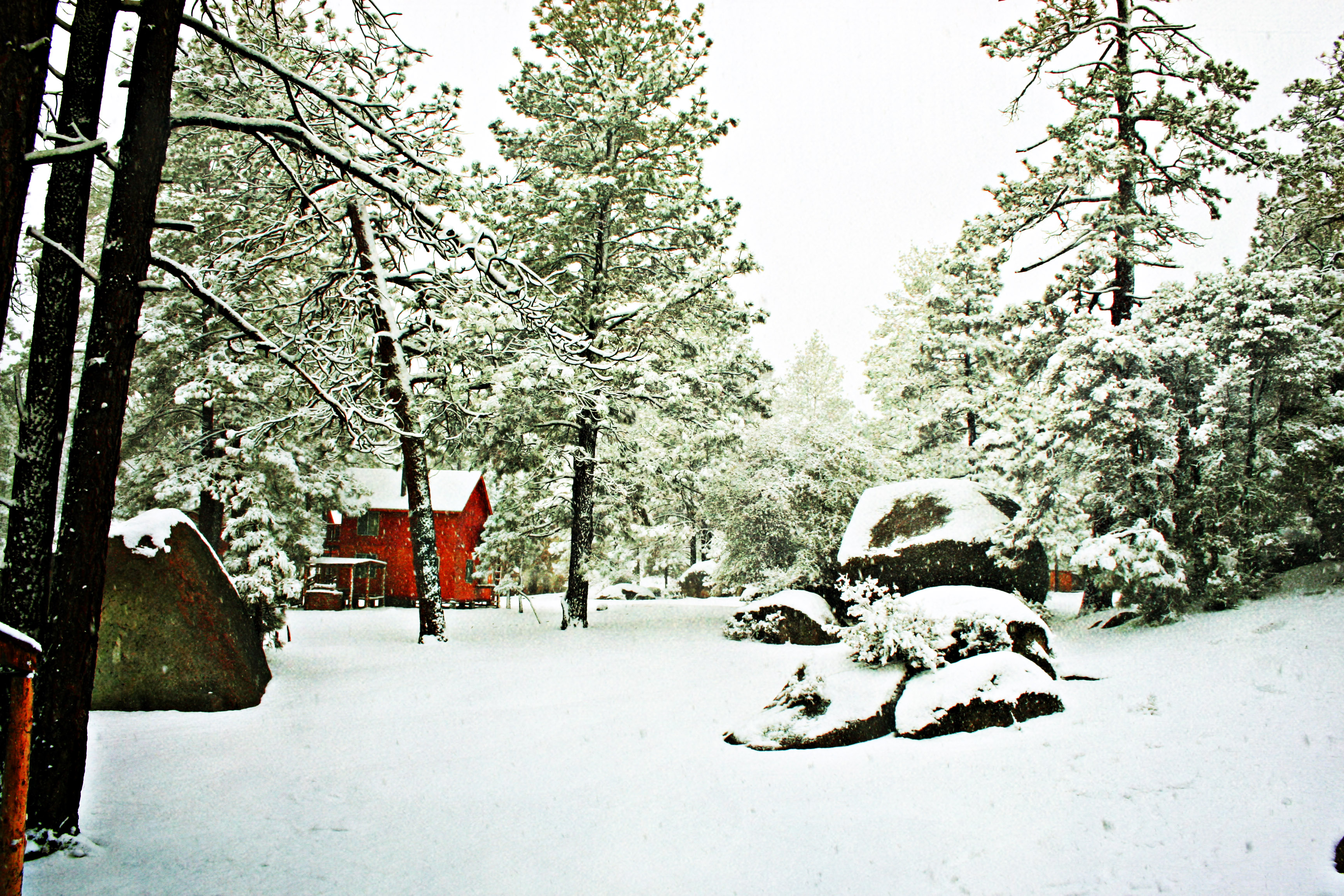
Neige dans la sierra de Juárez.

Le flanc ouest de la chaîne se trouve à l'extrémité sud-est de la région climatique méditerranéenne, qui s'étend sur une grande partie de la Californie et dans le Nord-Ouest de la Basse-Californie. CONABIO répertorie les climats (classification climatique de Köppen) de la sierra de Juarez comme composés de 30 % de désert (BW), 7 % de steppe (BS), 27 % de mésothermie avec des précipitations uniformément réparties (Cfa, Cfb) tout au long de l'année et 36 % de méditerranéen (Csa, Csb) avec des précipitations concentrées durant l'hiver.
La station météo de la lagune Hanson a un climat Csb (étés chauds, hivers frais, précipitations réparties tout au long de l'année), bien qu'à cet endroit il soit presque méditerranéen avec des étés principalement secs. En général, comme dans la plupart des chaînes de montagnes, les altitudes inférieures reçoivent moins de précipitations et les altitudes plus élevées reçoivent plus de précipitations.
| Mois                                | jan. | fév. | mars | avril | mai  | juin | jui. | août | sep. | oct. | nov. | déc. | année |
| ----------------------------------- | ---- | ---- | ---- | ----- | ---- | ---- | ---- | ---- | ---- | ---- | ---- | ---- | ----- |
| Température minimale moyenne (°C)   | −2,7 | −2,3 | −1,6 | 0     | 2,7  | 5,6  | 9,5  | 9,1  | 7,1  | 2,2  | −0,8 | −2,4 | 2,2   |
| Température moyenne (°C)            | 4,5  | 5,4  | 5,7  | 8     | 11,5 | 15,1 | 19   | 18,5 | 16,2 | 11,1 | 7,4  | 5,4  | 10,7  |
| Température maximale moyenne (°C)   | 11,7 | 13,1 | 12,9 | 16    | 20,3 | 24,6 | 28,4 | 27,9 | 25,4 | 20   | 15,7 | 13,4 | 19,1  |
| Record de froid (°C)                | −19  | −14  | −14  | −13   | −14  | −6   | −7   | −10  | −5   | −12  | −15  | −17  | −19   |
| Record de chaleur (°C)              | 25,5 | 26   | 27,5 | 33    | 33,5 | 39   | 39,5 | 40   | 39,5 | 35   | 31   | 33   | 40    |
| Précipitations (mm)                 | 51,1 | 57   | 68,3 | 22,9  | 3,9  | 0,5  | 33,8 | 39,9 | 21,5 | 17,8 | 38,1 | 36,1 | 390,9 |
| Nombre de jours avec précipitations | 4,9  | 4,6  | 5,5  | 2,9   | 0,8  | 0,2  | 3,3  | 3,8  | 2,1  | 2    | 3,4  | 3,9  | 37,4  |
| Nombre de jours avec neige          | 0,7  | 0,1  | 0,9  | 0,45  | 0    | 0    | 0    | 0    | 0    | 0    | 0,4  | 1,6  | 4,15  |